# Jeno Strenicer
Jeno Strenicer (Budapest; 12 de agosto de 1945) es un exfutbolista húngaro naturalizado canadiense que jugó en la North American Soccer League y en la Major Indoor Soccer League. Jugó ocho partidos con la selección nacional de Canadá entre 1977 y 1980.

## Trayectoria
En 1973, se unió a Toronto Metros de la North American Soccer League. Los Metros se fusionaron con Toronto Croatia antes en 1975 y ahí estuvo durante tres temporadas.
En 1978, se mudó al Chicago Sting, luego jugó fútbol indoor con New York Arrows en la campaña 1979-80.
Volvió y terminó su carrera al aire libre con Rochester Lancers en 1980. Regresó al indoor con Phoenix Inferno de 1982 hasta su retiro en 1984.

## Selección nacional
Para Canadá, jugó los cinco partidos en el Campeonato de Naciones de la Concacaf de 1977 y tres veces más en 1980.

### Participaciones en Campeonatos Concacaf
| Copa                                       | Sede   | Resultado    | Part. | Goles |
| ------------------------------------------ | ------ | ------------ | ----- | ----- |
| Campeonato de Naciones de la Concacaf 1977 | México | Cuarto lugar | 5     | 0     |

## Clubes
| Club                          | País           | Año       |
| ----------------------------- | -------------- | --------- |
| Toronto Metros/Metros-Croatia | Canadá         | 1973-1977 |
| Chicago Sting                 | Estados Unidos | 1978-1979 |
| New York Arrows               | Estados Unidos | 1979-1982 |
| Rochester Lancers (cesión)    | Estados Unidos | 1980      |
| Phoenix Inferno               | Estados Unidos | 1982-1984 |

## Palmarés

### Títulos nacionales
| Título                       | Equipo                 | País           | Año     |
| ---------------------------- | ---------------------- | -------------- | ------- |
| North American Soccer League | Toronto Metros-Croatia | Canadá         | 1976    |
| Major Indoor Soccer League   | New York Arrows        | Estados Unidos | 1979-80 |
| Major Indoor Soccer League   | New York Arrows        | Estados Unidos | 1980-81 |
| Major Indoor Soccer League   | New York Arrows        | Estados Unidos | 1981-82 |